# 豊和
株式會社豊和（ほうわ、登記社名:株式会社豊和）は、兵庫県尼崎市に本社を置く企業である。 防災・排煙・省エネルギーに関する住宅設備機器 （主にドア・サッシ・シャッターの付属機器・金具） の設計・施工を行っており、ビルや学校などに設置する換気排煙窓の開閉装置で国内トップシェアを誇る。
2006年現在、「中央競馬ワイド中継」（チバテレビのみ）でCMが流れている。

## 沿革
- 1954年：兵庫県尼崎市にて創業。
- 1958年：組織改組。豊和工業株式会社を設立。
- 1967年：事業拡大の為、本社工場を移転。
- 1973年：現社名「株式會社豊和」に社名変更し、東京営業所を開設。
- 1979年：東京支店を開設（営業所から昇格）。
- 1980年：北陸営業所及び広島営業所を開設。
- 1981年：大阪支店を開設。
- 1986年：福岡営業所を開設。
- 1989年：本社新社屋を竣工。
- 1997年：仙台営業所を開設。
- 1998年：豊和管財株式会社と合併、株式會社豊和とする。
- 1999年：金沢営業所及び新潟営業所を開設。
- 2003年：事業拡大により東京支店を移転。
- 2004年：事業拡大により本社工場を新築。
- 2013年：兵庫県淡路市にて新工場稼動。本社工場に次ぎ2ヵ所目の生産・物流拠点となる。

## 主な取引先
- 三和シヤッター
- トステム
- 文化シヤッター
- 新日軽
- 不二サッシ
- YKK AP
- 神栄